# Frère Jacques
Frère Jacques je poznata francuska pjesma koja je prevedena na više svjetskih jezika. U Hrvatskoj je najpopularniji kajkavski prijevod pjesme:
Bratec Martin, Bratec Martin 

Kaj još spiš, kaj još spiš

Već ti vura tuče, već ti vura tuče 

Bim bam bom, bim bam bom.

## Na drugim jezicima
Na francuskom
Frère Jacques, Frère Jacques

Dormez-vous, dormez-vous?

||: Sonnez les matines, :||

Ding ding dong, ding ding dong.
Na engleskom
Are you sleeping? Are you sleeping?

Brother John, Brother John!

||: Morningbells are ringing :||

Ding, ding, dong. Ding, ding, dong.
Na njemačkom
Bruder Jakob, Bruder Jakob,

Schläfst du noch? Schläfst du noch?

||: Hörst du nicht die Glocken? :||

Ding dang dong, ding dang dong.
Na talijanskom
Fra Martino, campanaro,

Dormi tu? Dormi tu?

||: Suona le campane :||

Din, don, dan, din, don, dan.